# کامیلو برتارلی
کامیلو برتارلی (ایتالیایی: Camillo Bertarelli; ۱۰ مارس ۱۸۸۶ – ۲۷ نوامبر ۱۹۸۲) دوچرخه‌سوار اهل ایتالیا بود.